# 함자 카슈가리

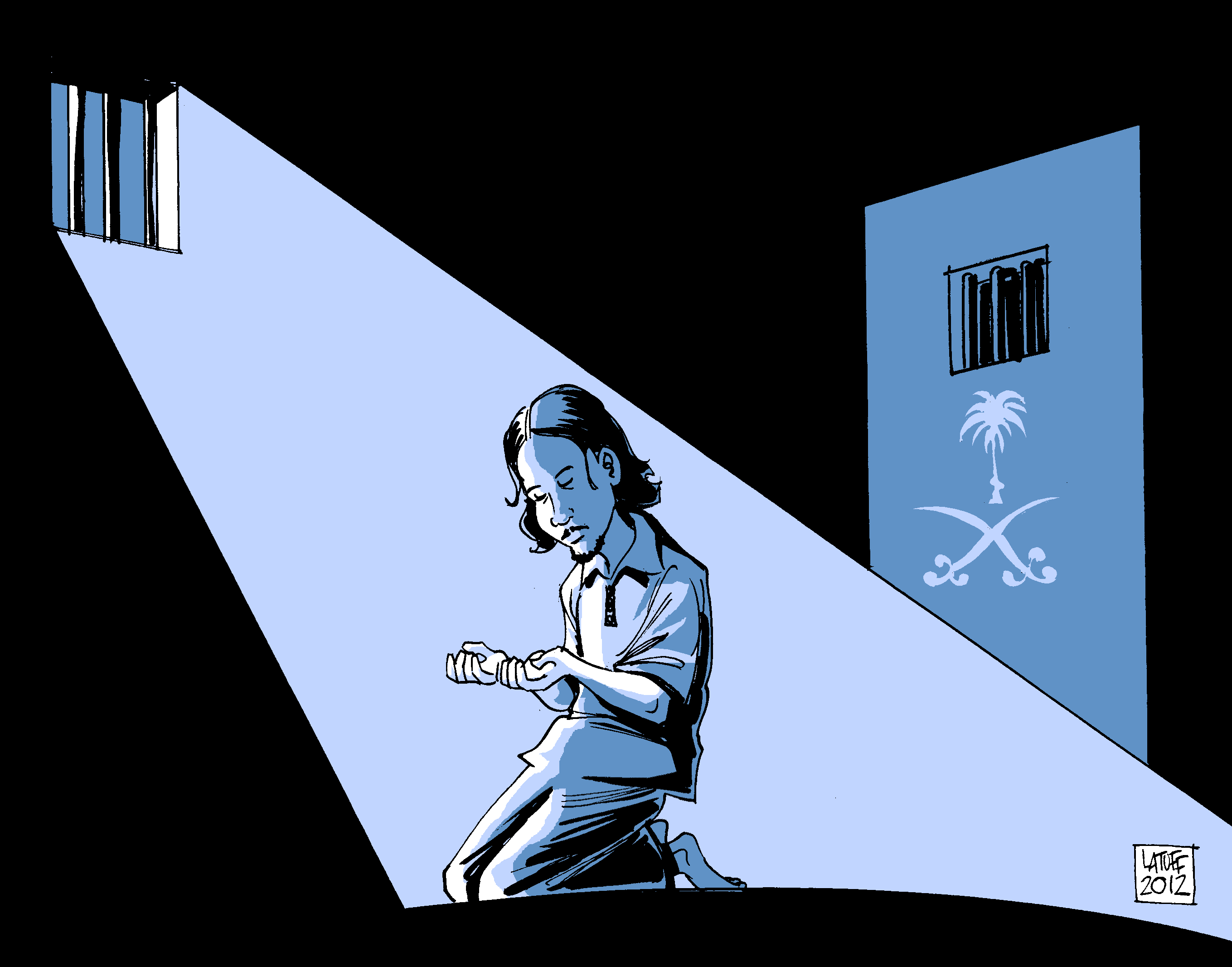
함자 카슈가리를 묘사한 만평

함자 카슈가리(아랍어: حمزة كاشغري, 1989년 ~ )는 사우디아라비아의 반체제 인사이다.
사우디아라비아의 일간 신문 《알빌라드》(Al-Bilad)의 편집자로 근무했지만 2012년 이슬람교의 예언자인 무함마드를 모욕하는 메시지를 트위터에 게재한 혐의로 구속되었다. 뉴질랜드에 난민 신청을 하기 위해 말레이시아 쿠알라룸푸르에 체류하던 도중에 사우디아라비아 당국에 송환되었고 사우디아라비아 법원으로부터 징역 2년에 가까운 형벌을 선고받았다.

## 같이 보기
- 이슬람 여성주의
- 마날 알샤리프